# Cortes de Quiebras de los Estados Unidos
Las cortes de quiebras de los Estados Unidos son tribunales creados en virtud del artículo I de la Constitución de los Estados Unidos. El actual sistema de cortes de quiebras fue creado por el Congreso de los Estados Unidos en 1978, con vigencia a partir del 1 de abril de 1984. Las cortes de quiebras de los Estados Unidos funcionan como unidades de las cortes de distrito y tienen jurisdicción sobre la materia de casos de quiebra. Las cortes federales de distrito tienen jurisdicción original y exclusiva sobre todos los casos que surjan bajo el código de bancarrota, y los casos de bancarrota no pueden ser presentados en una corte estatal. Cada uno de los 94 distritos judiciales federales se encarga de los asuntos de quiebra.
Técnicamente, las cortes de distrito de los Estados Unidos tienen competencia en materia de quiebras. Sin embargo, cada una de estas cortes de distrito puede, por orden, "remitir" los asuntos de quiebra a la corte de quiebras. En la práctica, la mayoría de las cortes de distrito tienen una orden permanente de "remisión" a tal efecto, de modo que todos los casos de quiebra en ese distrito son tratados, al menos inicialmente, por la corte de quiebras. En circunstancias inusuales, una corte de distrito puede en un caso particular "retirar la referencia" (es decir, tomar el caso o un procedimiento particular dentro del caso fuera del corte de quiebras y decidir el asunto por sí mismo).
La inmensa mayoría de los procedimientos de quiebra se celebran ante un juez de quiebras de los Estados Unidos, cuyas decisiones pueden ser recurridas ante el corte de distrito.  En algunos circuitos judiciales, las apelaciones pueden presentarse ante un Bankruptcy Appellate Panel (BAP). Los jueces de quiebras de cada distrito judicial en servicio activo regular constituyen una "unidad" de la correspondiente Corte de Distrito de los Estados Unidos. El juez de quiebras es nombrado por un período renovable de 14 años por la Corte de Apelaciones de los Estados Unidos para el circuito en el que se encuentra el distrito aplicable.
Las Federal Rules of Bankruptcy Procedure (FRBP) rigen el proceso en las cortes de quiebras de los Estados Unidos. Las decisiones de las cortes de quiebras no se recogen ni publican en un diario oficial elaborado por el gobierno. En su lugar, la fuente oficial de facto de las opiniones de los cortes de quiebras es West's Bankruptcy Reporter, publicado privadamente por Thomson West.
Las cortes de quiebras nombran a un administrador para que represente los intereses de los acreedores y administre los casos. El U.S. Trustee nombra a los fideicomisarios del Capítulo 7 por un periodo renovable de 1 año, los fideicomisarios del Capítulo 13 son "fideicomisarios permanentes" que administran los casos en una región geográfica específica.